# Tanja Lesničar Pučko
Tanja Lesničar Pučko, slovenska prevajalka, novinarka in publicistka, * 10. november 1960, Maribor.

## Življenje
Tanja Lesničar Pučko se je rodila v Mariboru. Diplomirala je iz primerjalne književnosti ter francoščine na Filozofski Fakulteti Univerze v Ljubljani.
V 80. letih je v okviru slovenskega alternativnega gibanja bila med ustanoviteljicami ženskega alternativnega gledališča PPF - Podjetje za proizvodnjo fikcije, ki je delovalo od 1983 do 1989.

## Delo

### Intervjuji, kritike, kolumne
Od leta 1987 je zaposlena v časopisni hiši Dnevnik, kjer poleg kritik sprotne slovenske produkcije knjižnih, gledaliških in plesnih del, objavlja intervjuje in od leta 2002 tudi redno tedensko kolumno na Dnevnikovi mnenjski strani. V svojih kolumnah na kritičen in slogovno literariziran način obravnava družbene, kulturne in politične teme, ki jih siceršnja publicistika in poročevalsko novinarstvo puščajo ob strani.
Izbor njenih kolumen objavljenih do 2009 je pod naslovom Na preži: kolumne izšel v knjigi pri založbi Modrijan.
Zaradi kritičnega pisanja o političnih elitah, vključno z Janezom Drnovškom in Borutom Pahorjem, v času obeh Janševih vladavin pa predvsem o politikih iz vrst SDS, in zaradi njenega podpisa Peticije zoper cenzuro in politične pritiske na novinarje v Sloveniji, jo je stranka SDS imela na seznamu nezaželenih kadrov.

### Prevodi
- 2012, Živinski vagon / Georges Hyvernaud: Le wagon à vaches (1953), Založba Litera, knjižna zbirka Babilon, Maribor, COBISS.SI-ID 72631041
- 2010, Kost in koža / Georges Hyvernaud: La peau et les os (1949), Založba Litera, knjižna zbirka Nova znamenja, Maribor, COBISS.SI-ID 65473281[4]
- 2007, Relacijska estetika / Nicolas Bourriaud: Esthétique relationnelle (1998), Maska, knjižna zbirka Transformacije, Ljubljana, COBISS.SI-ID 234828544
- 2004, Izplamtevanje / Pierre Drieu la Rochelle: Le Feu Follet (1931), Mladinska knjiga, COBISS.SI-ID 213424384
- 2001, Poetika prostora / Gaston Bachelard: La poétique de l'espace (1958), Študentska založba, Knjižna zbirka Koda, COBISS.SI-ID 115919616
- 1999, Vaje v občudovanju / Emil Cioran: Exercices d'admiration (1986), Razgledi, str. 28-29, COBISS.SI-ID 108666624
- 1996, Zgodovina in utopija / Emile Cioran: Histoire et utopie (1960), Cankarjeva založba, COBISS.SI-ID 62103296
- 1996, Padec v čas / Emil Cioran: La chute dans le temps (1964), Študentska založba, Beletrina, COBISS.SI-ID 79349760
- 1992, Menjava/znak in luksus: Dražba umetniškega dela / Jean Baudrillard, Časopis za kritiko znanosti, vol.20, št. 144/145, str.27-38, COBISS.SI-ID 70739456
- 1991, Demokracija v Ameriki / Alexis de Tocqueville, Problemi-Eseji, vol.29, št. 7/8, str.29-50, COBISS.SI-ID 32842496
- 1989, Pojmi in argumentacija / Chaim Perelman, Problemi-Razprave, str.28-41, COBISS.SI-ID 14105856
- 1989, Deklaracija o človekovih pravicah / Christine Fauré, Problemi-Eseji, vol.27, št. 4, str.5-19, COBISS.SI-ID 16060160

### Spremne študije
- 2012, Jasnovidne duše, duše brez tolažbe, v: Albert Camus: Tujec (L'Étranger, 1942), prevedla Suzana Koncut, str. 91-102, Mladinska knjiga, COBISS.SI-ID 262495744
- 2010, "Tisti, ki hoče gospodovati, je gluh", v: Albert Camus: Proti neredu sveta: kritični spisi, (izbor esejev, A Defense of Intelligence, 1945; Lettres à un ami allemand, 1945; Réflexions sur la guillotine, 1957)[5], prevedla Suzana Koncut, str. 197-210, Mladinska knjiga, Zbirka Kondor, Ljubljana, COBISS.SI-ID 252109824
- 2010, Revolucija je le epizoda (Pierre de Marivaux: Otok sužnjev), Slovensko narodno gledališče Nova Gorica, COBISS.SI-ID 255885824
- 2010, Bankovec bodo napravili iz mene, Prešernovo gledališče Kranj
- 2008, "Pravijo, da so najboljši med ljudmi iz napak zgneteni", Mestno gledališče Ljubljansko, Ljubljana
- 2000, Kako je Yasmina Reza zasledovala Emila Ciorana?, Slovensko narodno gledališče Drama, Ljubljana, COBISS.SI-ID 215196672
- 1993, Če lahko mislimo brez telesa, v: François Lyotard: Nečloveško: Pomenki o času (L'inhumain: Causeries sur le temps, 1988), COBISS.SI-ID 63763200

### Izbrani intervjuji
- 2005, Iztok Kovač: "I like laying the cards on the table", Maska, vol.20, 3/4, str 114-116
- 2002, Bernard Mac Laverty, Med jabolkom in pomarančo,  Dnevnik, Ljubljana, COBISS.SI-ID 2491763

## Nagrade
- 2010 francosko državno odlikovanje vitezinje nacionalnega reda Akademskih palm Republike Francije za prevajalski prispevek k medkulturnemu dialogu[6]

## Izbrane objave
- Lesničar-Pučko, Tanja (2009). Na preži : kolumne. Ljubljana : Modrijan. COBISS 244993792. ISBN 978-961-241-327-9.